# A földrajzi felfedezések kora

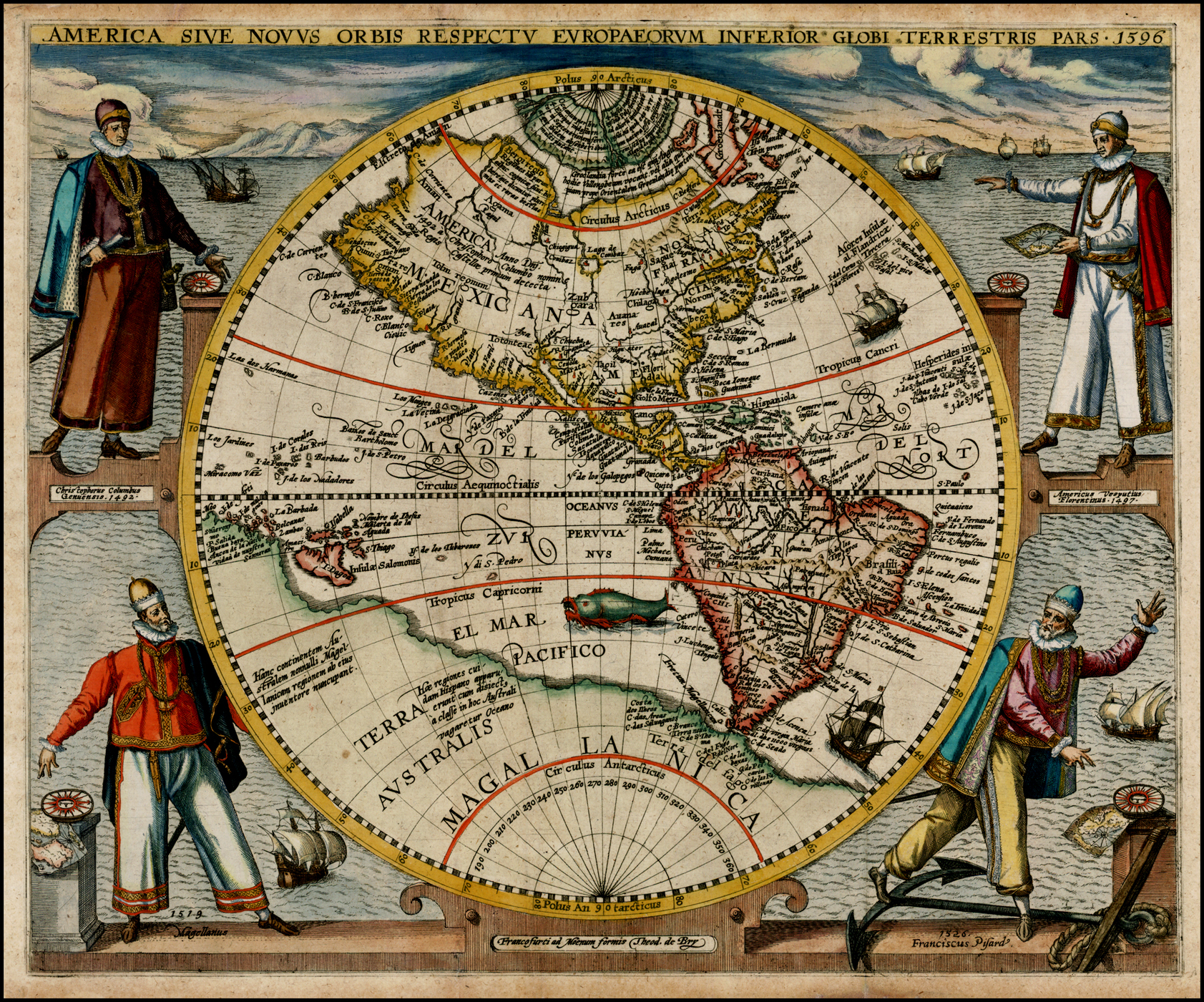
Az Újvilág térképe 1596-ból (Theodor de Bry: America sive Novus Orbis respectu Europaeorum inferior globi terrestris pars)

A földrajzi felfedezések kora  a 15. századtól, a portugál Tengerész Henrik fellépésétől a 18. század végéig tartott. Európai kultúra kiterjesztése és a globalizáció kezdete. Összefoglalóan azt az időszakot nevezzük, amelynek eredményeként a nyugat-európai civilizáció a 15. századtól tengeri utakon elérte, majd zömmel uralma alá hajtotta a Föld Európán, a Közel-Keleten és selyemúton kívüli területeit. Ekképpen nem soroljuk a nagy földrajzi felfedezések közé sem az Ázsia belsejébe indított szárazföldi expedíciókat (például Marco Polo útját), se a többi, nem európai civilizációk felfedezéseit (például Jung-lö expedícióit), se a nyugat-európai népek azon felfedezéseit, amelyek eredményei a 15. századra feledésbe merültek, és nem épültek be az európai kultúrába (például a vikingek nyugati útjait). A földrajzi felfedezések kora a portugálok és a spanyolok atlanti-óceáni útjaival kezdődött. E két nemzethez a 15. század végén csatlakoztak az angolok, majd később a hollandok és a franciák is. A gyarmatosítás és a merkantilizmus széles körben elterjedtek Európában. E korszak alatt számos olyan területet fedeztek fel, amelyek korábban ismeretlenek voltak az európaiak számára, bár a legtöbb lakott volt. Nem európai nézőpontból értelmezve a felfedezések kora a hódítók és a betolakodók érkezését jelenti.
A globális felfedezések a portugál felfedezésekkel kezdődtek Madeira-szigetek és az Azori-szigetek felfedezése Afrika partjainál, a tengeri útvonal felderítése India felé 1498-ban, kasztíliai korona nevében Kolumbusz Kristóf transzatlanti útjai 1492 és 1502 között, Fernão de Magalhães és Juan Sebastián Elcano Föld körbehajózása 1519–1522-ben. Ezek a felfedezések számos Atlanti-, Indiai- és Csendes-óceánon áthajózó, valamint Amerikába, Ázsiába, Afrikába és Ausztráliába irányuló expedíciókhoz vezettek, melyek a 19. század végéig folytatódtak, és a 20. század elején a sarki régiók felfedezésével fejeződtek be.
Az európai tengerentúli felfedezések a globális kereskedelem és az európai gyarmati birodalmak felemelkedéséhez vezettek, a régi világot (Európa, Ázsia és Afrika) és az Újvilágot (Amerika és Ausztrália) a Kolumbiai Tőzsde létrehozásával kapcsolták össze, növények, állatok, élelmiszerek, emberi populációk (beleértve a rabszolgák), a fertőző betegségek és a kultúra széles körű átadása a keleti és a nyugati félteke között. Ez a történelem egyik legjelentősebb globális eseménye volt az ökológia, a mezőgazdaság és a kultúra területén. A felfedezés kora és a későbbi európai felfedezések lehetővé tette a világ globális feltérképezését, ami új világnézetet és távoli civilizációkat eredményezett, de olyan betegségek terjedését is eredményezte, amelyek elpusztítottak olyan népcsoportokat, amelyek korábban nem érintkeztek Eurázsiával és Afrikával, valamint a rabszolgaságot, a kizsákmányolást, a katonai hódításokat és a gazdasági életet, illetve Európa és a telepesek dominanciája az őslakosok felett. A felfedezések lehetővé tették a kereszténység kiterjesztését az egész világon a missziós tevékenység terjedésével, és ez lett a világ legnagyobb vallása.

## A felfedezések okai és feltételei

Késő középkori kereskedelmi útvonalak

### Az ókori és középkori kereskedelmi útvonalak drágábbá és bizonytalanabbá válása
A 15. századra az arabok lényegében monopolizálták az India és Kína illetve Európa közötti közvetítő kereskedelmet, méghozzá úgy, hogy ők maguk kizárólag a genovaiakkal és a velenceiekkel kereskedtek, ami ezen itáliai városok rendkívüli meggazdagodásához vezetett.
Ez idő tájt Indiából és Délkelet-Ázsiából alapvetően a tea és különböző fűszerek (bors, fahéj, szerecsendió, szegfűszeg stb.) érkeztek, míg Kína fő exportcikkei a selyem mellett a pézsma, a rubin, a gyémánt és az igazgyöngy voltak.
Az Ázsiából érkező javakért Európa zömmel nemesfémekkel (arany, ezüst) fizetett, azonban a nemesfémbányákat (elsősorban Magyarországon és Csehországban) a 15. századra gyakorlatilag leművelték, e nemesfémek ára felszökött.
Ráadásul a hagyományos, ókori és középkori kereskedelmi útvonalak a korábbinál bizonytalanabbakká és drágábbakká váltak, mikor a terjeszkedő Oszmán Birodalom először a kereskedelem hagyományos, szárazföldi útjait vágta el, majd Konstantinápoly 1453-as bevétele után ellenőrzése alá vonta a Földközi-tenger keleti medencéjét is. Az Oszmán Birodalom a kereskedelmi vámokat jelentősen megemelte, szinte teljesen ellehetetlenítve a kereskedelmet Indiával, Kínával és Délkelet-Ázsiával.
Egyre kifizetődőbbnek látszott a nagy haszonkulccsal dolgozó közvetítő kereskedőket kihagyva közvetlenül felvenni a kapcsolatot Indiával, továbbá a jóformán csak hallomásból ismert Kínával és Dél-Ázsia egyéb, alapvetően fűszerszállítóként számon tartott térségeivel. Ehhez azonban az óceáni hajózásra, a több hónapos, vagy akár éves utakra alkalmas vízi járművekre és helymeghatározó eszközökre, emellett pontosabb térképekre volt szükség.

### Hajózási és egyéb technikai újítások

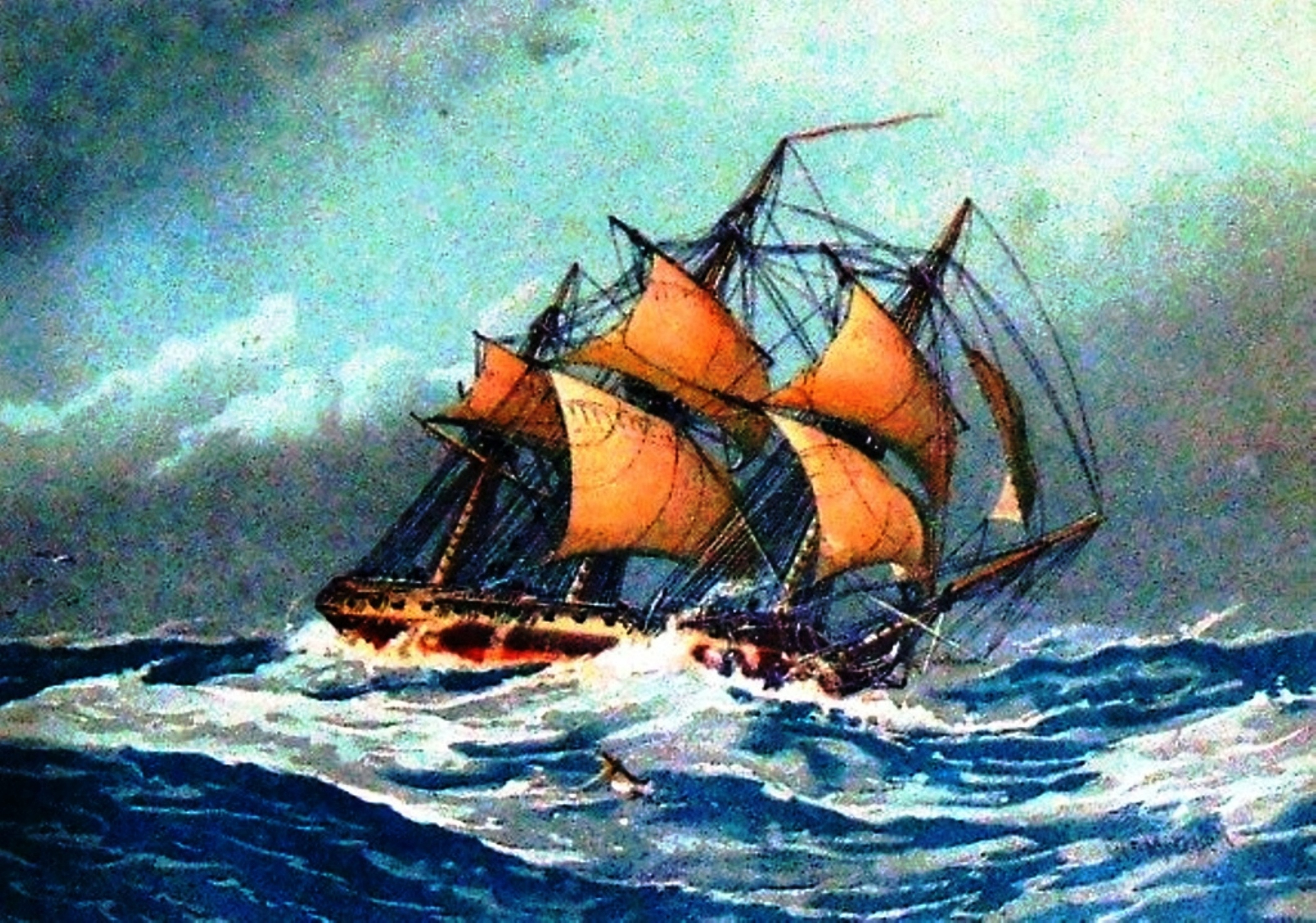
Keresztvitorlás karavella

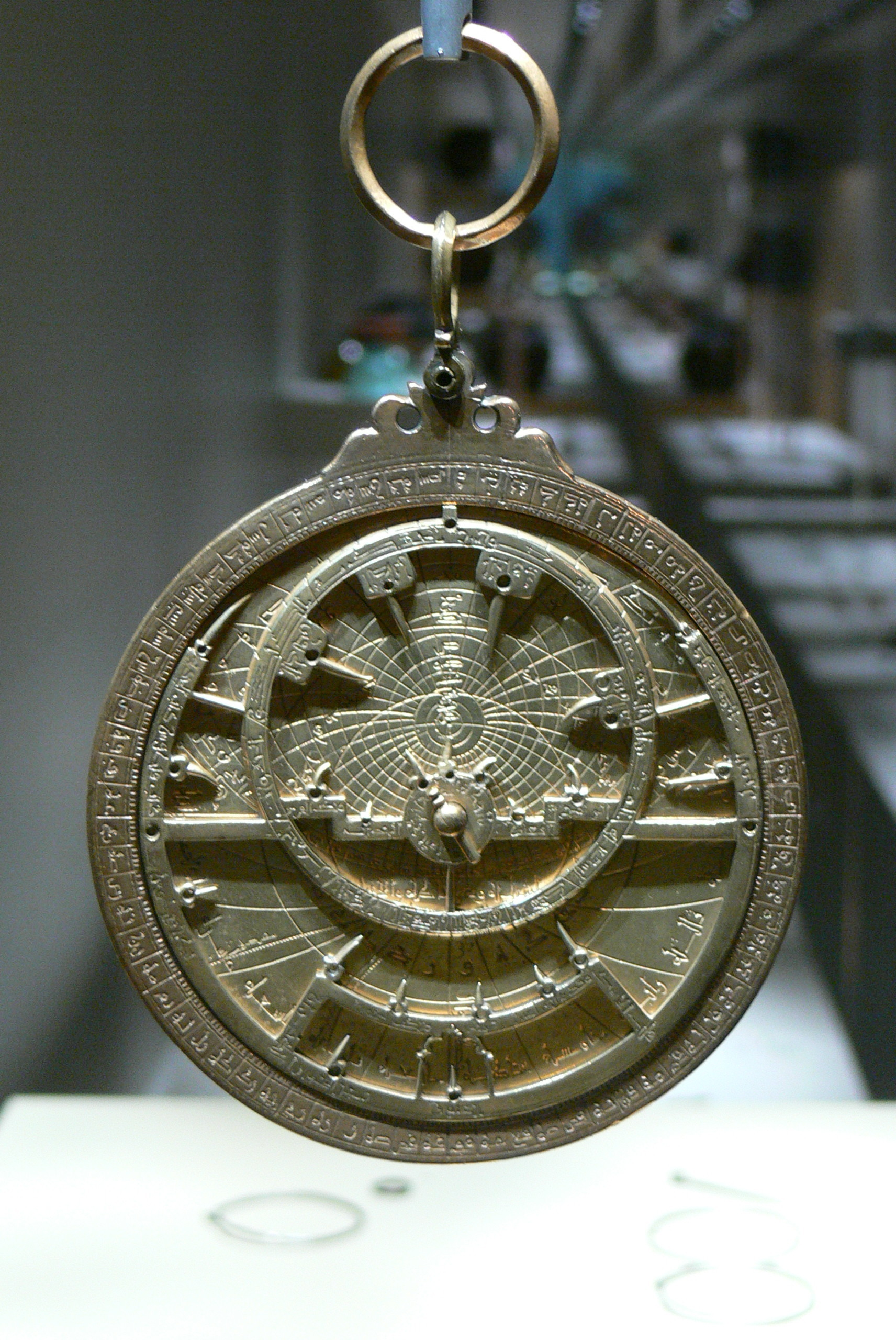
Arab asztrolábium (1080-ban készítette Ahmad bin Muhammad al-Nakkhas Zaragozában; jelenleg Nürnbergben, a Német Nemzeti Múzeumban őrzik)

A Földközi-tengeren bevált, lapos fenekű gályák és az északon divatos, nehézkes koggék egyaránt alkalmatlanok voltak az óceáni hajózásra. Európa számára a megoldást egy új hajótípus, a karavella hozta el. A portugálok ezt a hajótípust valószínűleg arab hajók másolataiból fejlesztették ki, miként a part menti hajózás tudományát is az araboktól tanulták el.
A partok elhagyásához a navigációs ismeretek jelentős fejlesztésére és új navigációs eszközökre is szükség volt. A 15. századra az alábbi eszközök használatát kezdték el elsősorban a portugál és a spanyol hajósok:
- iránytű, amit az arabok közvetítésével ismertek meg;
- az i. e. 255-ben megalkotott, majd hosszú időre elfelejtett armilláris gömb ugyancsak az araboktól jutott vissza Európába
- asztrolábium
- gnómon (árnyékvető pálca)
- szextáns
- Jákob-pálca

Ezen eszközök többsége bevallva-bevallatlanul a gömb alakú Föld tulajdonságait használta ki. A 14. század sorban Itáliában elkezdődött reneszánsz nyitottabbá tette az embereket, és az antik műveltség újjászületésével megismerték többek között a Földet gömb alakúnak képzelő Ptolemaiosz elgondolásait is. Az új térképek közül az egyik leghíresebb Toscanelli firenzei csillagász 1474-es világtérképe). Az első földgömböt Martin Behaim nürnbergi tudós 1492-ben készítette el. A térképészeti ismeretek fejlődése alapozta meg a földrajzi felfedezéseket.

### Ideológiai alapok
A 15–16. századi felfedezések ideológiai hátterét a keresztény hit terjesztésének eszméje és „János pap legendás országának" keresése adta.

## A 15. század portugál felfedezései

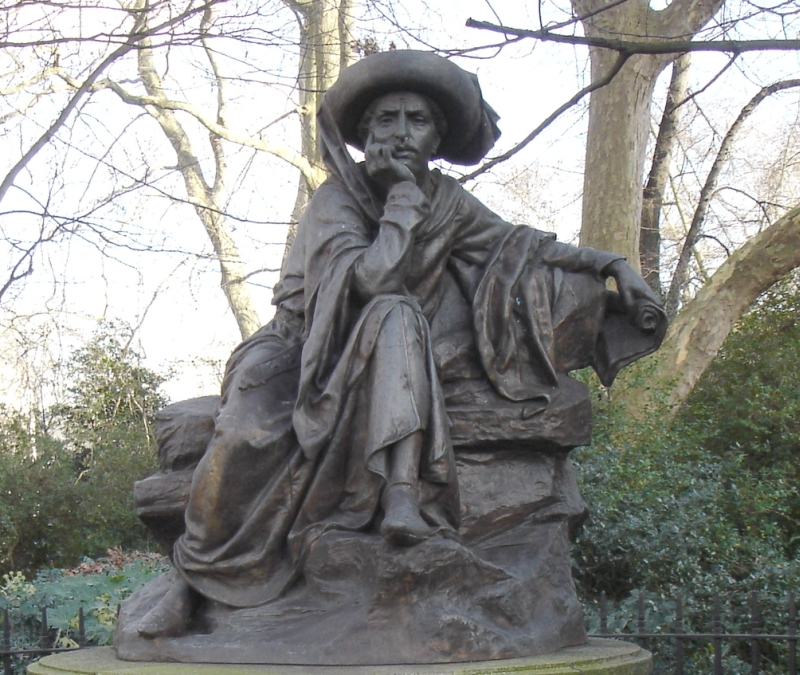
Tengerész Henrik szobra Londonban

A 14. század legkomolyabb portugál eredménye a Kanári-szigetek (újra)felfedezése, és részleges gyarmatosítása volt.
A 15. század leglényegesebb felfedezései a portugálokhoz és a spanyolokhoz köthetőek. A 15. századi portugál expedíciókat az alábbi négy szakaszra oszthatjuk:
1. 1415–1460: Észak- és Nyugat-Afrika partvidékének felfedezése
2. 1469–1488: A Guineai-öböltől a Jóreménység fokáig
3. 1497–1499: India felfedezése
4. 1500: Brazília felfedezése

### Észak- és Nyugat-Afrika partvidékének felfedezése (1415–1460)
Észak- és Nyugat-Afrika partvidékének felfedezése egyértelműen Tengerész Henrik nevéhez köthető, aki anyagilag is jelentősen támogatta az expedíciókat.

#### Észak-Afrika
1415. augusztus 21-én I. János portugál király csapatai elfoglalták Ceuta marokkói kikötővárost (a város a spanyol–portugál perszonálunió felbomlása óta Spanyolországhoz tartozik). 1437-ben a portugálok megtámadták Tangert is, de itt vereséget szenvedtek.

#### Az Atlanti-óceán szigetei

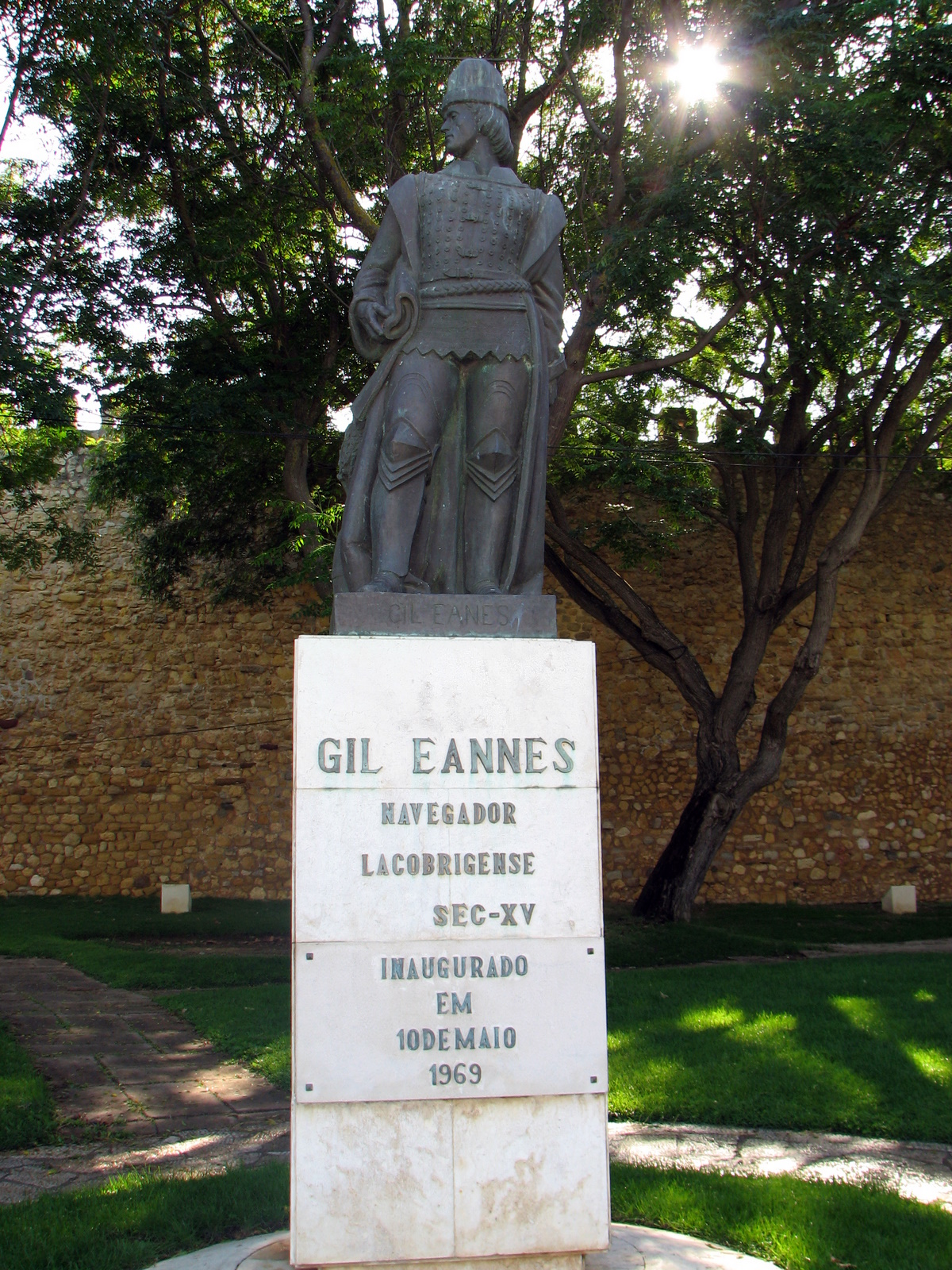
Gil Eanes emlékműve Lagosban (Portugália)

- Madeira-szigetek felfedezése – João Gonçalves Zarco, 1419
- Azori-szigetek felfedezése – feltehetőleg Gonçalo Velho, 1427

#### Nyugat-Afrika partvidéke
- a Bojador-fok megkerülése – Gil Eanes, 1434
- a mai Mauritánia partvidékén végighajózva a Fehér-fok (Cabo Blanco) elérése – Nuno Tristão és Antão Gonçalves, 1441
- a Zöld-fok (Cabo Verde / Cap Vert) megkerülése – Dinis Dias, valamikor 1444 és 1446 között
- a Szenegál folyó torkolatának elérése – Alvise Cadamosto, 1455
- a Gambia folyó  torkolatának elérése – Alvise da Cadamosto, 1455
- a Zöld-foki-szigetek felfedezése – Diogo Gomes, António de Noli és Alvise Cadamosto, 1456
- a mai Sierra Leone partvidékének felfedezése – Pedro de Sintra, 1460

1460-ban meghalt Tengerész Henrik, és ezzel a felfedezők lendülete csaknem egy teljes évtizedre megtorpant.

### A Guineai-öböltől a Jóreménység fokáig (1469–1488)
1469-ben a portugál király, V. Alfonz kereskedelmi szerződést kötött Fernão Gomes lisszaboni kereskedővel. A szerződés értelmében Gomes öt (melyet később egy évvel meghosszabbítva hat) évre megkapta a felfedezések jogát a Guineai-öböl partszakaszán, melyért cserébe a Korona az éves 100 mérföldnyi (kb. 161 kilométer) partfeltárás kötelező penzumát kötötte ki. Gomes Tengerész Henriktől eltérően üzleti alapon, hivatásszerűen szervezte az expedíciókat, és hajói a Korona által előírtnál jóval nagyobb partszakaszt derítettek föl. Hajósai, Pedro Escobar és João de Santarém 1470-ben felfedezték São Tomé és Príncipe szigeteit, egy másik hajósa, Fernão do Pó pedig 1471-ben felfedezte a mai Bioko szigetét. Szintén Fernão Gomes egyik hajósához, Lopo Gonçalveshez köthető az Egyenlítő átlépése (1473), és ugyancsak portugál hajósok fedezték fel Annobón szigetét is. A Guineai-öböl partvidékén (az Elefántcsontparton, a Rabszolgaparton, a Borsparton és az Aranyparton, ahogy ezeket a területeket elnevezték) a portugálok kereskedelmi telepeket alapítottak. Az utak és a telepek kiépítésének költségeit az elefántcsont és az újonnan megismert guineai bors bőségesen fedezte. Felfedezéseinek fő gazdasági jelentősége az volt, hogy a portugálok ezzel közel kerültek a nyugat-afrikai aranylelőhelyekhez.
V. Alfonz portugál király nagy, észak-afrikai hadjáratának legfőbb eseménye Tanger 1471-es elfoglalása volt.
A portugál felfedezések az 1480-as években tovább folytatódnak:
- 1482-ben Diogo Cão elérte a Kongó folyó torkolatát, majd fölhajózott a folyón.
- 1486-ban Diogo Cão a Namib-sivatag mentén haladva eljutott a Kereszt-fokig (Cape Cross / Cabo Cruz).
- 1488-ban Bartolomeu Dias megkerülte a Vihar-fokot (Cabo das Tormentas), amelynek később II. János portugál király a Jóreménység foka (Cabo da Boa Esperança) nevet adta, annak érdekében, hogy ösztönözze az Indiai-óceán felé irányuló további expedíciókat.
- Ugyanebben az évben, 1488-ban Pêro da Covilhã vezetésével expedíció indult. Pêro da Covilhã és társa, Afonso de Paiva Santarémből indultak útnak azzal a céllal, hogy felderítsék, miképp folyik a kereskedelem az Indiai-óceánon. Barcelonát és Nápolyt érintve Rodoszra hajóztak, majd mór kereskedőnek mondva magukat onnan Alexandriába, Kairóba, majd Ádenbe vitorláztak. Itt útjaik szétváltak: de Paiva Etiópiába, míg da Covilhã India irányába indult el. Da Covilhã felderítette az Arab-tengert, elérte Sofalát és Indiába is eljutott.[2] Ez a két expedíció készítette elő Vasco da Gama tengeri útját Indiába.

### India felfedezése (1497–1499)

Vasco da Gama első útja Indiába

1497. július 8-án Vasco da Gama négy hajóval hagyta el Portugáliát. Elődei tanácsára a Zöld-foki-szigeteknél eltávolodott az afrikai partvidéktől, és a nyílt tengeren át hajózott dél felé, így széles ívben érkezett el a Jóreménység fokához, kikerülve a veszélyes viharokat. Miután délről megkerülte Afrikát, annak keleti partján észak felé hajózva 1498-ban elérte Mozambik kikötőjét, ahonnan az arab kereskedők hatásköre kezdődött. Szintén 1498-ban Vasco da Gama eljutott Zanzibár szigeteihez is, amelyet 1503-ban a portugálok elfoglaltak. Ezután még északabbra, Mombasába érkezett, ahol konfliktusba keveredett az őslakosokkal, aminek következtében gyorsan távozott. Vasco da Gama továbbra is északra tartott, és hamarosan Malindi városába érkezett, ahol a helyi szultán barátsággal fogadta a portugálokat. Innen egy arab révkalauz segítségével indult Indiába, és az Indiai-óceánon átkelve 1498. május 20-án eljutott Kálikut kikötőjébe. Da Gama fűszerekkel megpakolt hajóival 1498. augusztus 29-én indult vissza Kálikut kikötőjéből Portugáliába, figyelmen kívül hagyva a helyiek tanácsát arra vonatkozóan, hogy az időjárási feltételek a monszun miatt nem alkalmasak a hajózásra. A monszun és a skorbut miatt a portugál hajók fáradságos utazás után csak 1499 nyarán tértek vissza Lisszabonba, ahol a király és a nép lelkesen fogadta a felfedezőket.

### Brazília felfedezése (1500)
1500. február 25-én Pedro Álvares Cabral India felé indult, ám a tervezett útvonalnál jóval nyugatabbra sodródott, és 1500. április 22-én elérte Brazília keleti partjait. A tordesillasi szerződés értelmében a portugál Korona nevében birtokba vette a területet, majd kelet felé fordulva folytatta útját India felé, ahova 1500. szeptember 13-án el is ért.

## Az alcáçovasi, a tordesillasi és a zaragozai szerződések

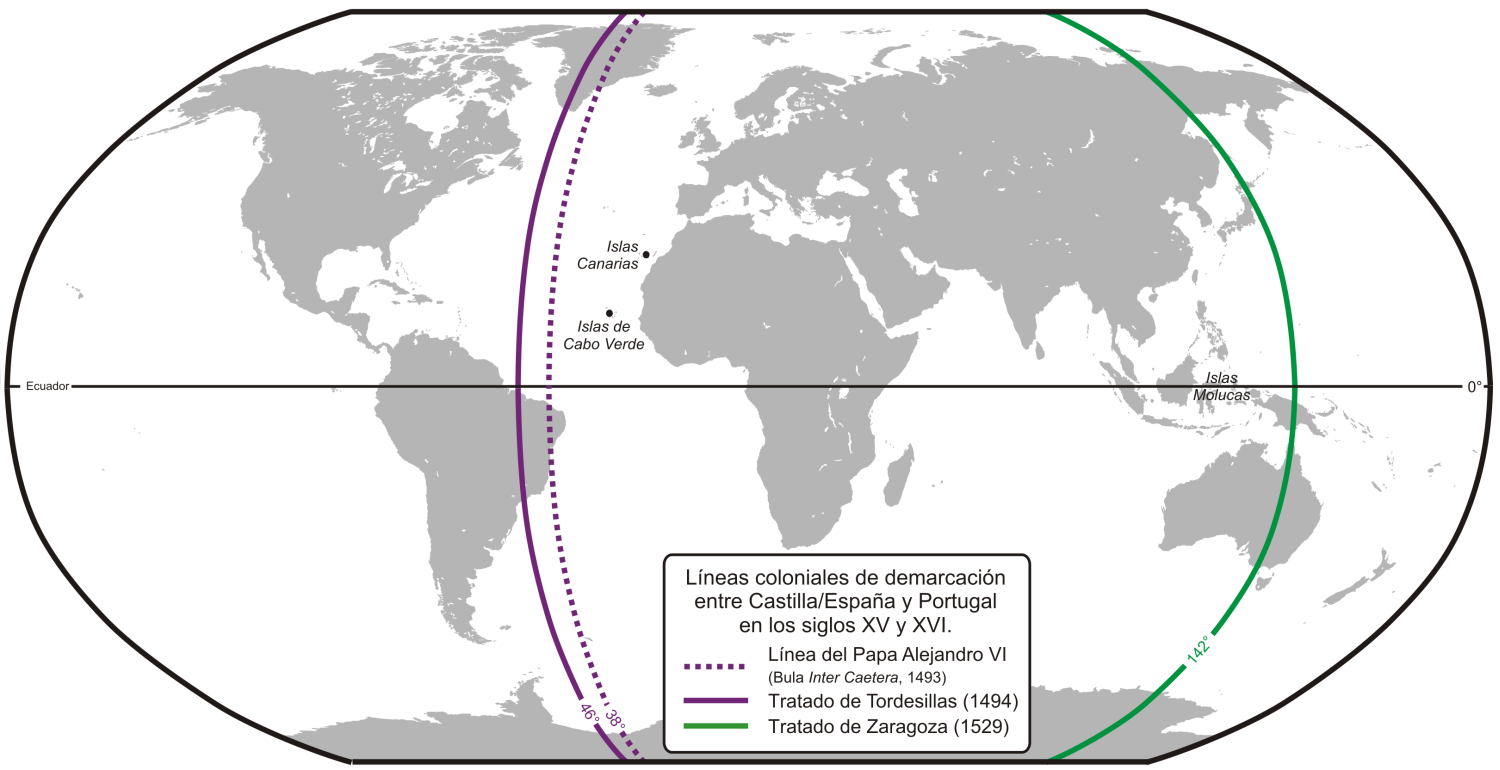
A tordesillasi szerződés (1494) és a zaragozai szerződés (1529)

A kasztíliai örökösödési háború Portugália vereségével zárult, és V. Alfonz portugál király 1479-ben megkötötte a kasztíliai Koronával az alcáçovasi szerződést, melyben lemondott a Kanári-szigetekről Kasztília javára. Cserébe a portugálok megkapták az Azori-szigeteket, a Zöld-foki-szigeteket és a Madeira-szigeteket. A Kanári-szigetek meghódítása egészen a 15. század végéig tartott, 1492–1493 között Alonso Fernández de Lugo meghódította La Palmát, majd 1494–1496 között Tenerifét is, ezzel végleg a kasztíliak uralma alá hajtva a szigeteket. A szigetek az atlanti szélrendszer kiismerése után az Amerikába tartó hajók fontos állomásává, utolsó kikötőjévé váltak.
A spanyolok és a portugálok tehát már 1479-ben megállapodtak néhány terület felosztásáról, és területi érdekeltségeikről. Ezt a megállapodás fejlesztette tovább a VI. Sándor pápa 1493-ban kiadott, Inter Caetera kezdetű bullája, amely a két ország érdekszféráját egy vonallal választotta el. E vonal az Azori-szigetektől és a Zöld-foki-szigetektől 100 "leugával" nyugatra húzódott, körülbelül a nyugati hosszúság 38°-án. A portugálok azonban elégedetlenek voltak ezzel a vonallal, és tárgyalásokat kezdeményeztek annak nyugatabbra tolásáról. Az új vonalat az 1494. június 7-én, a spanyolországi Tordesillas városában aláírt tordesillasi szerződés az Azori-szigetektől és a Zöld-foki-szigetektől 370 "leugával" (kb. 2000 km-rel) nyugatra (a nyugati hosszúság 46° 37′-én) rögzítette. A szerződés értelmében az ettől nyugatra eső területek a spanyolok, míg az ettől keletre esők a portugálok érdekszférájába kerültek. A szerződést, amely a többi európai hatalmat lényegében kizárta a felfedezésekből és a gyarmatosításokból, VI. Sándor pápa szentesítette. Ez a szerződés volt az első, amelyet a világ felosztására kötöttek. Az eredeti tordesillasi szerződés csak körülbelül két évtizedre oldotta meg az akkor ismert világ felosztásának problémáját. Az új földrajzi felfedezések, különösen Magellán Föld körüli útja (1519–1522), illetve az új tengeri hatalmak (Anglia, Hollandia, Franciaország) megjelenése először módosítandóvá, majd végül érvénytelenné tették a szerződést. A módosítás a spanyolok és portugálok közötti hatévi tárgyalást követően 1529-ben, a zaragozai szerződéssel történt meg. Ebben az indonéz szigetvilágon keresztül is meghúzták érdekhatáraikat. Később, a 17. században, Anglia, Franciaország és Hollandia gyarmati terjeszkedésével a tordesillasi szerződés végleg érvényét vesztette.

## A 16. század spanyol felfedezései

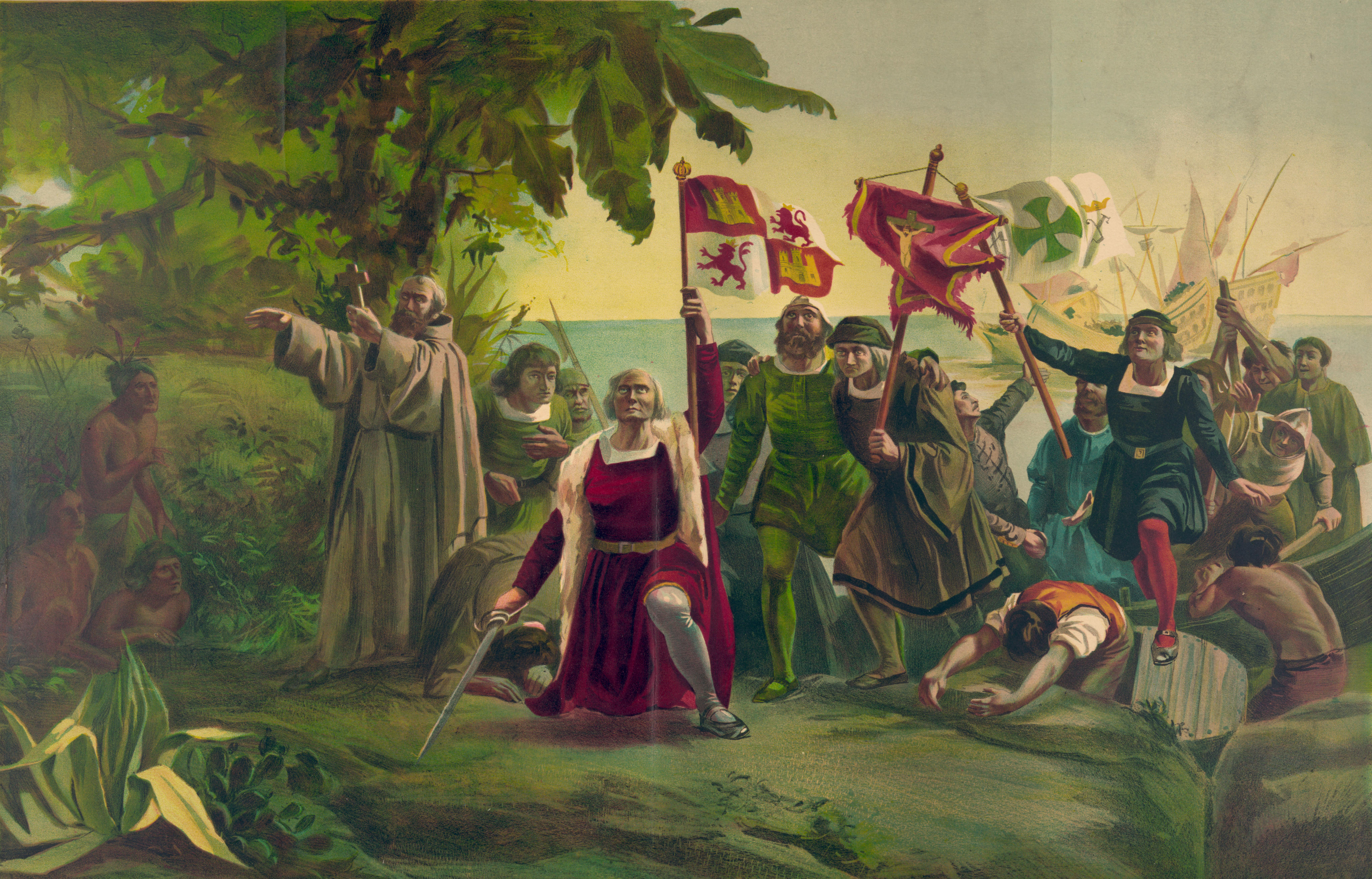
Dióscoro Teófilo Puebla Tolín festménye (1862): Kolumbusz Kristóf először száll partra az Újvilágban, a mai San Salvadorban 1492. október 12-én

Kolumbusz négy útja

Alonso de Ojeda útjai (spanyol feliratokkal)

- 1492-ben a spanyol Korona szolgálatában hajózó Kolumbusz Kristóf felfedezte Közép-Amerikát, pontosabban ekkor még csak Hispaniolát és Kubát; a dél-amerikai kontinenst csak harmadik útján, 1498-ban érte el. Kolumbusz úgy hitte, hogy az indiai térséget érte el, ezért a bennszülötteket indiánoknak nevezte el. 1504-ben Amerigo Vespucci ismerte fel, hogy Közép-Amerika és Dél-Amerika valójában nem Ázsia, hanem az Atlanti-óceán túlpartján egy új kontinens, ami így az "Amerika" nevet róla, és nem Kolumbuszról kapta.
- 1499-ben Alonso de Ojeda, Amerigo Vespucci és Juan de la Cosa elérték a mai Guyana és Venezuela partjait, és felfedeztek számos szigetet, többek között Arubát, Bonaire-t és Curaçaót.
- 1501-ben Juan de la Cosa, Rodrigo de Bastidas és Vasco Núñez de Balboa végighajózott Dél-Amerika északi partvidékén a Guajira-félszigettől (a mai Venezuela és Kolumbia határán) a Panama-földszorosig (de azt nem ismerték fel és nem keltek át rajta). Útközben felfedezték többek között a Magdalena folyó torkolatát és az Urabá-öblöt.
- 1508–1509-ben Vicente Yáñez Pinzón (aki Kolumbusz első útján a Niña nevű hajó kapitánya volt) és Juan Díaz de Solís a Fűszer-szigetek felé vezető átjárót keresve feltárta Közép- és Dél-Amerika partvidékét a mai Kolumbiától a mai Panamán, Costa Ricán, Nicaraguán és Hondurason át a Yucatán-félszigetig. Hajóikról először láthatták az aztékokat.
- 1513. szeptember 1-én Vasco Núñez de Balboa az első európaiként megkezdte útját a Panama-földszoroson át. szeptember 29-én felfedezte az Újvilágot Ázsiától (és így a Fűszer-szigetektől) elválasztó óceánt. A Csendes-óceánnak a Mar del Sur, azaz a Déli-tenger nevet adta, mivel a Panama-földszoroson dél felé haladt át. Ő volt az első európai a mai Panamai-öbölben, és ő fedezte fel a Perlas-szigeteket is (a la perla spanyolul gyöngyöt jelent, a szigetek a térség igazgyöngyeiről kapták nevüket).
- 1513-ban Juan Ponce de León Puerto Ricóból észak felé hajózva kikötött a mai Florida partjainál, amit akkor még szigetnek hitt. Ő volt az első európai Észak-Amerika ezen déli részén.
- 1516-ban a spanyol konkvisztádor, Juan Díaz de Solís elérte a Río de la Plata torkolatot, melyen felhajózva eléri a mai Uruguay területét.
- 1517-ben Francisco Hernández de Córdoba végighajózott a Yucatán-félsziget partja mentén, és elsőként számolt be a dzsungel mélyén rejtőző maja városokról (miután nagy szerencsével élve megúszta, hogy legénysége összetűzésbe, majd fegyveres harcba keveredett a Yucatán-félsziget maja őslakóival).
- 1518-ban Juan de Grijalva a kubai Matanzasból indulva feltérképezte a Mexikói-öböl majdnem 1000 km-es szakaszát a mai Tabasco-vidék és a Pánuco folyó torkolata között. Felfedezte a Cozumel szigetet, és az egyik első olyan európai volt, aki közelebbről is megismerkedett az azték civilizációval.

A spanyolok nagy lendülettel fogtak Közép- és Dél-Amerika gyarmatosításához, és hamarosan (1521-ben) leigázták az aztékokat, majd (1533-ban) megdöntötték az Inka Birodalmat is.
- 1519 és 1522 között Magellán legénysége a világon elsőként kerülte meg a Földet (útközben felfedezve egyebek között a Magellán-szorost és a Fülöp-szigeteket). Bár maga Magellán 1521-ben a bennszülöttekkel harcolva meghalt a Fülöp-szigeteken, legénységének egy kis része visszatért Spanyolországba.
- 1535-ben a Panamából Peruba tartó Fray Tomás de Berlanga püspök hajóját egy áramlat nyugatnak sodorta a Galápagos-szigetekig, így őt tekintjük a szigetek felfedezőjének.
- 1568-ban Álvaro de Mendaña de Neira felfedezte és feltérképezte a Salamon-szigeteket.
- 1595-ben Álvaro de Mendaña de Neira felfedezte a Marquises-szigeteket.

A gyarmatosítók útvonalait sokáig meghatározta az északkeleti passzátszél, amivel nyugat felé át tudtak kelni az óceánon. Ezért Észak-Amerika gyarmatosítását jóval később és lassabban kezdték el. Ráadásul ezeket a területeket (közvetlenül kiaknázható nemesfémkincs hiányában) a délieknél jóval kevesebbre is értékelték, és így az északi szubkontinensnek csak a déli felén vetették meg a lábukat.
Fontosabb eredményeik:

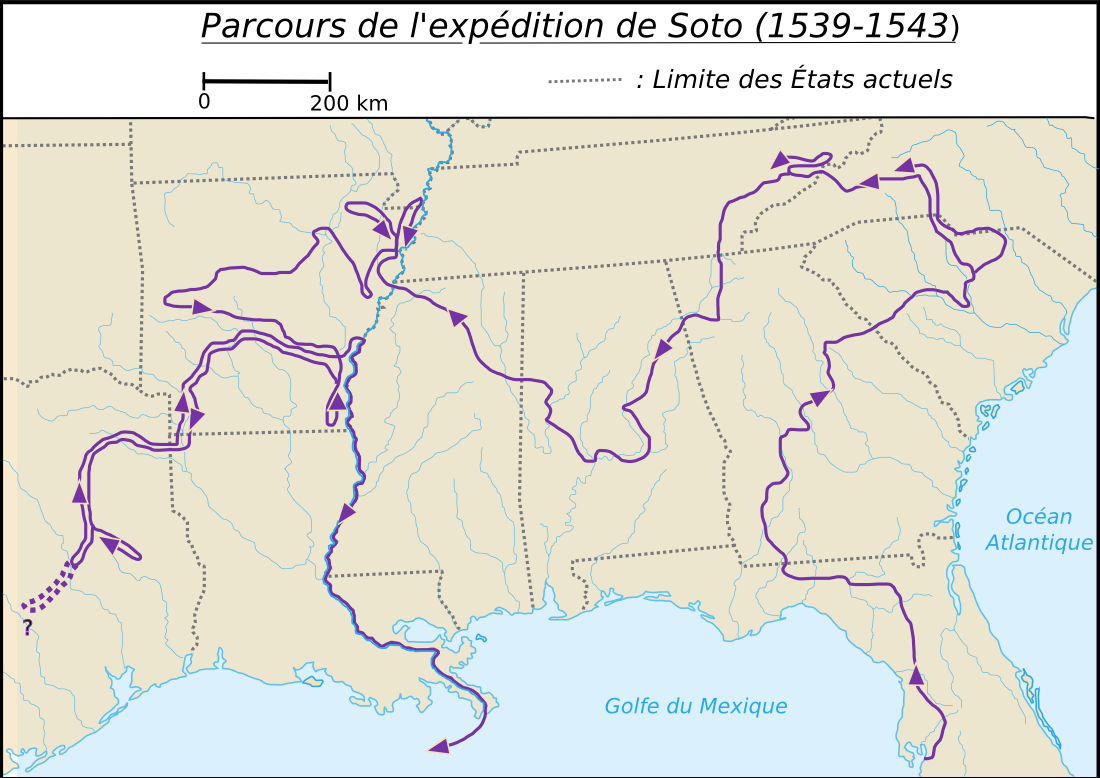
Hernando de Soto expedíciójának útja

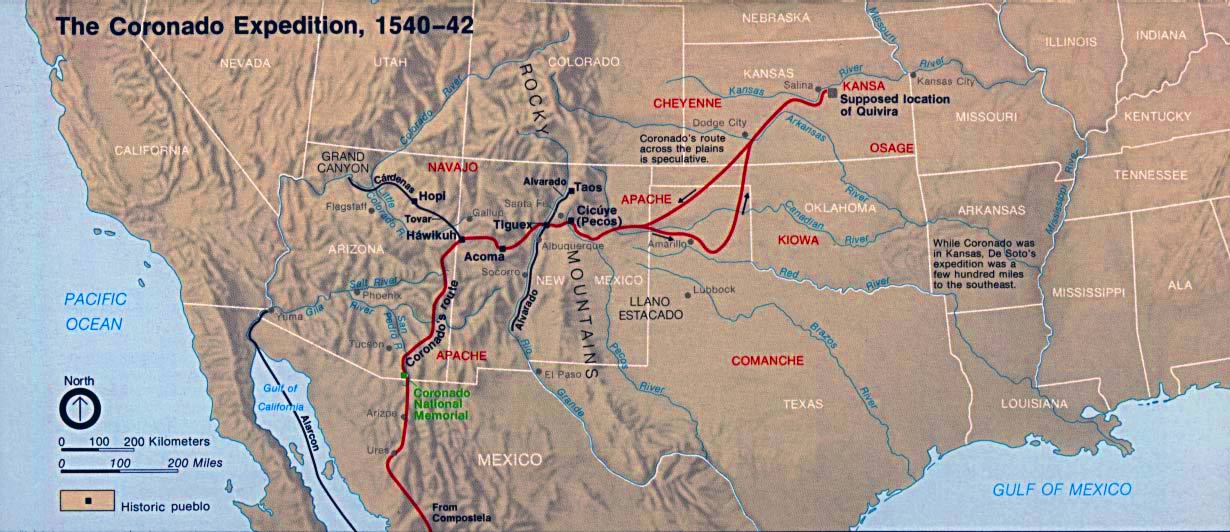
Francisco Vázquez de Coronado expedíciójának útja

- 1522-ben Gil González Dávila a Panama-földszorosból indulva felfedezte a Fonseca-öblöt és elérte a mai Nicaragua földjét.
- 1522-ben Pascual de Andagoya Panamából három hajóval expedíciót vezetett a mai Kolumbiában található San Juan-folyóig.
- 1524-ben Andagoya három hajójával útrakelt Panama kormányzója, Francisco Pizarro (1476–1541) is. Alvezére Diego de Almagro (1479–1538) volt; a csapat papja Hernando de Luque. Még 1524-ben meglátták Dél-Amerika csendes-óceáni partjait, de ez az útjuk gyakorlati sikert nem hozott.
- 1526 végén Pizarróék újra megpróbálkoztak, és ezúttal a San Juan-folyónál különváltak. Almagro visszatért Panamába erősítésért, Pizarro letáborozott, az expedíció kalauza, Bartolomé Ruiz pedig továbbhajózott dél felé. Ezzel ő lett az első olyan európai, aki a Csendes-óceánon keresztezte az Egyenlítőt, és ugyancsak ő került elsőként kapcsolatba az Inka Birodalommal. Visszafordult, felvette Pizarro csapatát, és az ecuadori partok előtti Gallo-szigeten táboroztak le. Pizarro tizenhárom társával továbbment a Guayaquili-öbölbe, ahonnan először pillantottak meg egy inka várost, Tumbest. A Santa-folyóig hajóztak.
- 1526–1536: Cabeza da Vaca átkelt a Rio Grandén, expedíciójával a Karib-tenger partjától eljutott a Csendes-óceánig.
- 1539–1542: Hernando de Soto a Mississippi folyótól indulva eljutott a mai Tennessee államig.
- 1540-ben Pedro de Alarcón körbevitorlázta a Kaliforniai-öblöt, és felfedezte a Colorado folyó torkolatát.
- 1540–1542: Francisco Vázquez de Coronado a Csendes-óceán partjáról indulva átvágott a mai Arizonaán és Új-Mexikón, eközben Garcia Lopez de Cardenas felfedezte a Grand Canyont. Coronado átkelt a Sziklás-hegységen, és elérte a Kansas folyót.
- Ugyancsak 1540–1542-ben a Francisco de Ulloa munkáját folytató Hernando de Alarcón eljutott a Colorado és a Tovar összefolyásáig.
- 1542: Juan Rodríguez Cabrillo végigjárta Kalifornia partjait; észak felé hajózva eljutott az északi szélesség 40. fokáig.
- 1565: Menéndez de Avilés megalapította San Agustínt, amely ma az Egyesült Államok legrégibb városa.
- 1566: Juan Pardo és Hernando Boyano elérte az Allegheny-hegységet.

## A 16. század portugál felfedezései

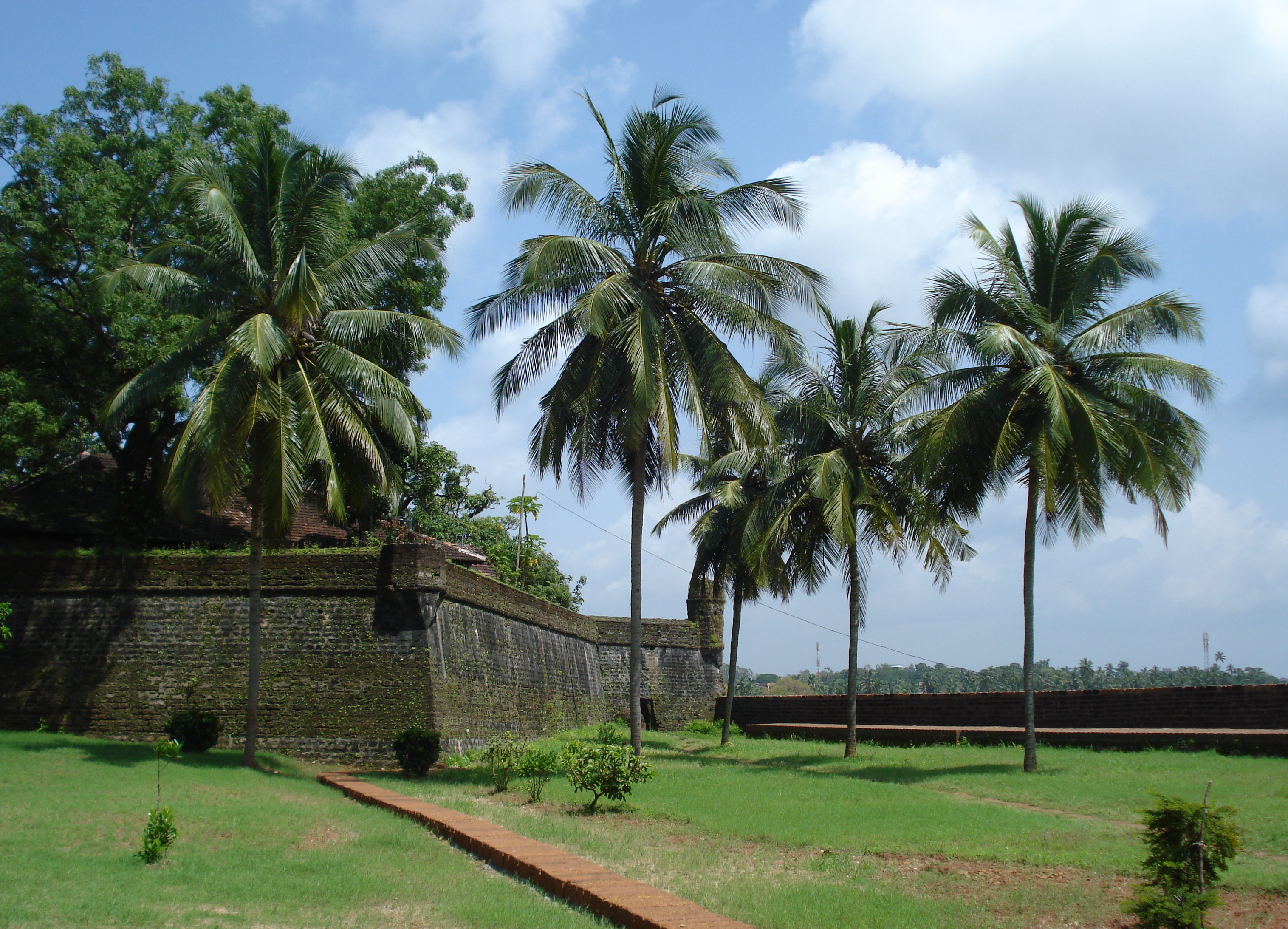
Az egyik portugál erőd, a St. Angelo-erőd, Kannúr, India

- 1500. február 25-én Pedro Álvares Cabral India felé indult, ám a tervezett útvonalnál jóval nyugatabbra sodródott, és 1500. április 22-én elérte Brazília keleti partjait. A tordesillasi szerződés értelmében a portugál Korona nevében birtokba vette a területet.
- 1500-1501-ben Gaspar Corte-Real és Miguel Corte-Real Új-Fundland és Labrador-félsziget egyes partszakaszait fedezte fel.
- 1505: a portugálok megalapítják Ceilão gyarmatot Ceylon szigetén.
- 1505: I. Mánuel portugál király Francisco de Almeidát nevezte ki India első alkirályává (ez az Indiai-óceánon zajló kereskedelem szabályozásával megbízott személy címe volt). Az alkirályi címet viselő Almeida célja az volt, hogy erődöket építsen a nyugat-indiai partokon, továbbá, hogy fejlessze a Portugália és India közötti kereskedelmet. Szintén 1505-ben Francesco de Almeida megtámadta, és meghódította Kilwát és Mombasát.
- 1509: az indiai Diunál a portugál flotta szétverte a muszlim-mameluk hajóhadat.
- 1510: Afonso de Albuquerque portugál hajós és India alkirálya meghódította az India nyugati partján fekvő Goát, mely Portugália indiai hatalmának központjává épült ki.
- 1511: Afonso de Albuquerque meghódítja Malakkát.
- 1512: a portugálok felfedezik Ambon szigetét.
- 1515: Afonso de Albuquerque elfoglalja Hormuz szigetet.
- 1557: a portugálok bérbe veszik Makaót a kínaiktól.

## A spanyol–portugál perszonálunió idejének (1580–1640) felfedezései
- 1582: Antonio de Espejo bejárta Új-Mexikó északi részét.
- 1588: Bissau-Guinea gyarmatosítása.
- 1610: Santa Fe megalapítása.

## Portugál hódítások a perszonálunió után
A portugálok utolsó gyarmatosító vállalkozása Timor gyarmatosítása volt (1633-ban).

## Spanyol hódítások a perszonálunió után
- 1781–1801 között Felix de Azara feltérképezte és leírta a Río de la Plata vidékét

## Holland felfedezések

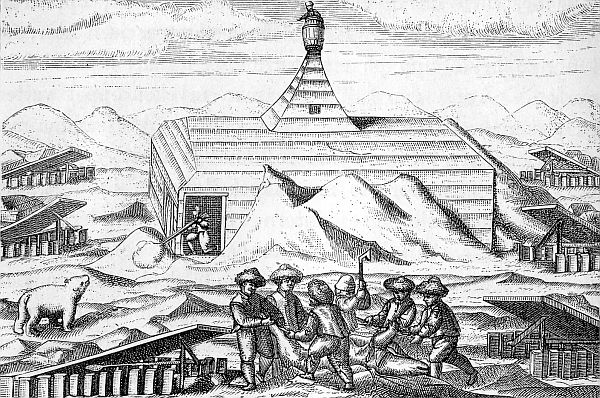
A Barents-expedíció menedéke, amelyben átteleltek a sarkvidéken

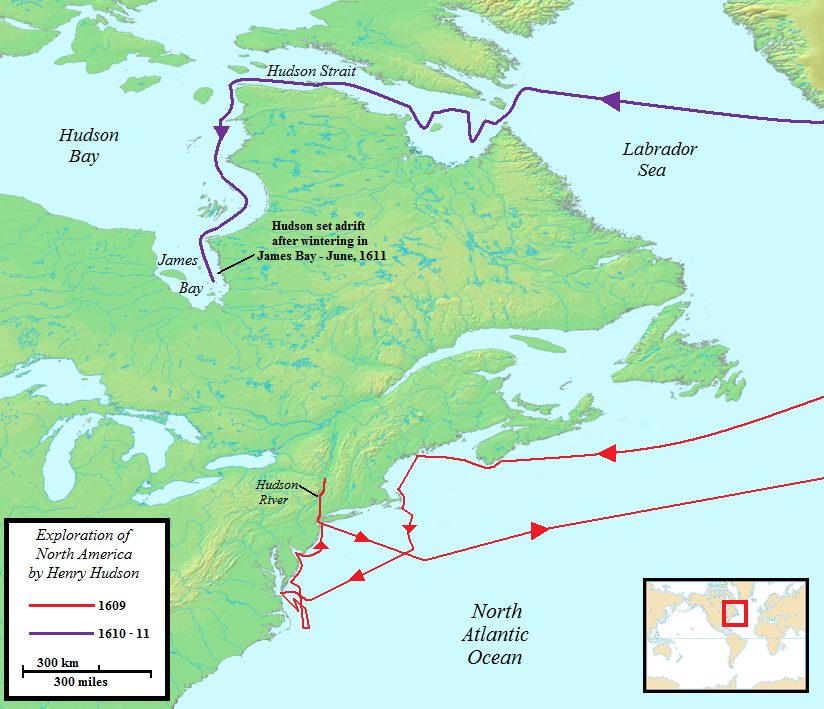
Henry Hudson amerikai útjai (1609-ben holland, 1610-ben angol zászló alatt)

- Willem Barents holland hajós és felfedező, az északi sarkvidéki expedíciók úttörője volt, aki Szibériától északra kereste a feltételezett Északkeleti átjárót. Északról akarta megkerülni Novaja Zemlja szigetét. Hollandia újra és újra kereste a tengeri utat, amelyen a hajói akadálytalanul eljuthatnak az ázsiai kereskedelmi központokba. Barents útjai során  fedezte fel  1596-ban a Spitzbergákat, majd utolsó útján életét vesztette.[4] Az expedíció áttelelő faházát és benne Barents levelét később a norvég Elling Carlson 1871-ben megtalálta.[5]
- A Holland Kelet-indiai Társaság megbízásából az északkeleti átjárót kereső Henry Hudson 1607-ben az északi szélesség 80.°-áig jutott, majd felfedezte a Jan Mayen-szigetet. 1609-ben Észak-Amerika felé fordult: fölfedezte a Manhattan-szigetet és behajózott a később róla elnevezett Hudson-folyó torkolatába. Végighajózott Észak-Amerika partvidékén Új-Skóciától a Chesapeake-öbölig.

## Angol felfedezések

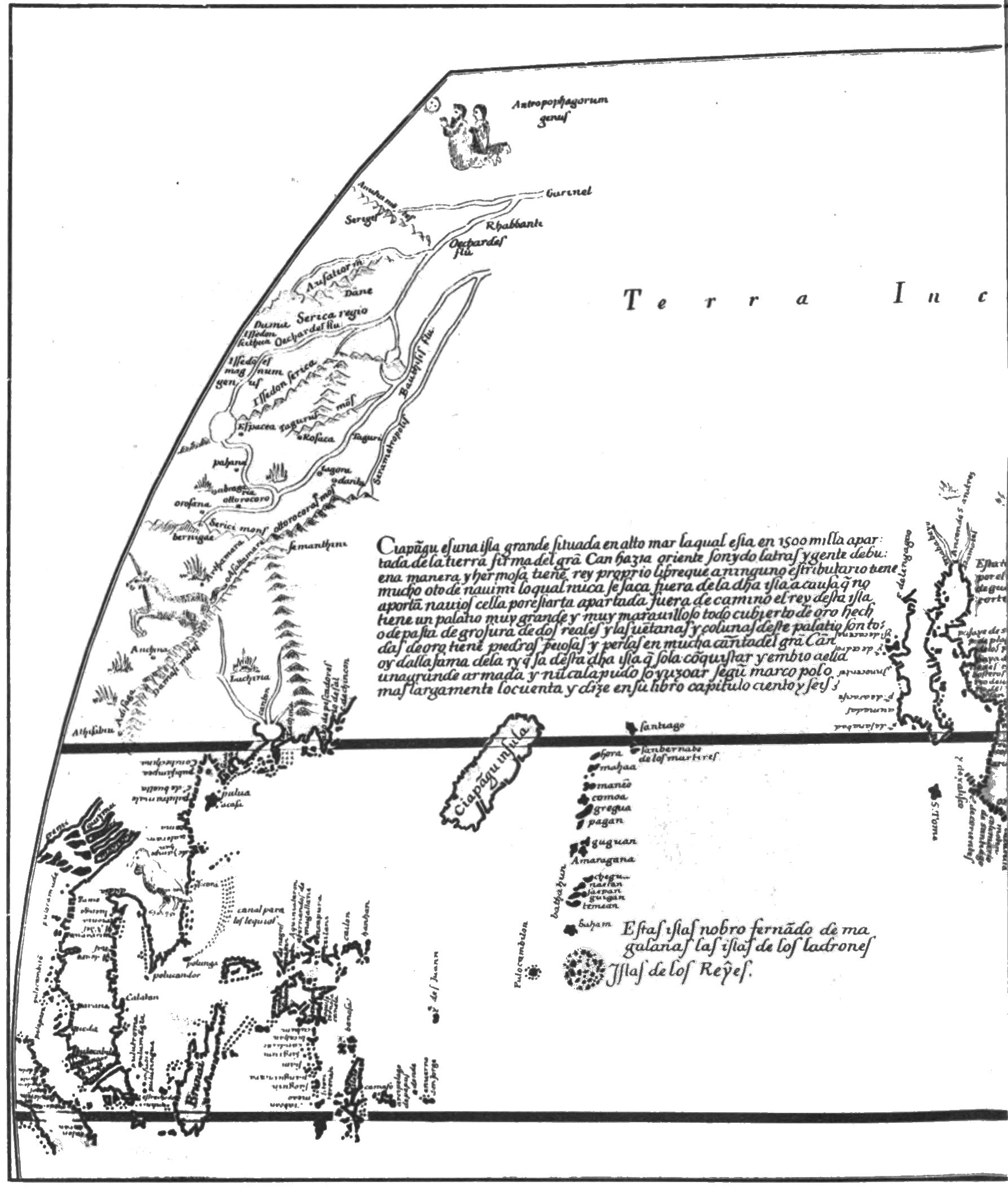
Sebastian Cabot térképe Észak-Amerika partvonalának északi részéről

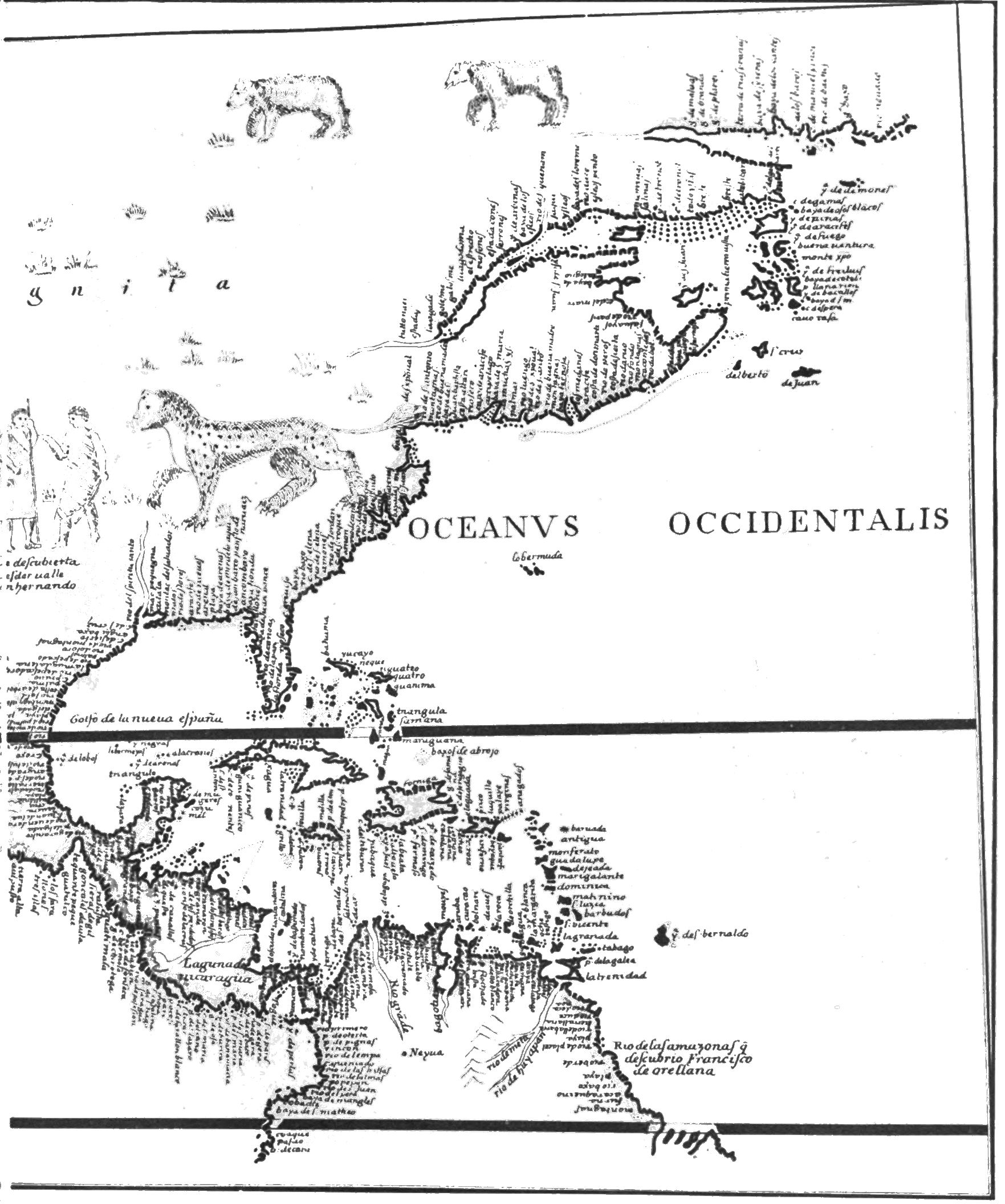
Sebastian Cabot térképe Észak-Amerika partvonalának déli részéről

- A két Cabot (apa és fia) az északnyugati átjárót keresve felderítette (1497–1517) Észak-Amerika partvidékét a Hudson-öböltől Észak-Karolináig. Sebastian Cabot az északkeleti átjárót keresve Novaja Zemljáig jutott el (1553-ban).
- Martin Frobisher három expedíciója (1576, 1577, 1578) közül az elsőn az északnyugati átjárót keresve a Baffin-szigettől délre fölfedezte a róla elnevezett Frobisher-öbölt. John Davis 1585-ben angol kereskedők támogatásával indult az északnyugati átjáró megkeresésére, de csak a róla elnevezett Davis-szorost fedezte fel.

- Francis Drake 1578-ban végighajózott a Magellán-szoroson, Amerika partjai mentén észak felé Oregonig jutott, majd átkelt a Csendes-óceánon, és a Szunda-szigeteket érintve, majd a Jóreménység fokát megkerülve tért haza. Feltérképezte a mai Brit Columbiát és Alaszka déli partjait.
- Humphrey Gilbert második expedícióján, 1583-ban elérte Új-Fundland partjait, és ezt a földet az angol királynő nevében formálisan birtokba is vette.
- John Davis 1585–1587 között három expedícióján jórészt felderítette Grönland nyugati partjait, felfedezte a róla elnevezett Davis-szorost és a Baffin-öböl déli részét; 1592-ben pedig a Falkland-szigeteket.
- Sir Walter Raleigh és Richard Grenville 1585-ben újabb területet fedezett fel Észak-Amerika keleti partvidékén. Az itt alapított gyarmatot I. Erzsébet tiszteletére Virginiának nevezték el.
- 1595-ben Walter Raleigh kenuval felhajózott az Orinocón, de a legendás Eldorádót nem találta.
- 1610-ben Henry Hudsona Virginia Társaság és az Angol Kelet-indiai Társaság megbízásából kereste az Északnyugati átjárót. Végighaladt a később róla elnevezett tengerszoroson és Kanada északkeleti partvidékén fölfedezte az ugyancsak az ő nevét viselő, hatalmas, tenger méretű öblöt. Ennek keleti partján haladt eljutott az öböl legdélibb részéig, a James-öbölig.
- 1610-ben Samuel Argall kapitány feltérképezte a Delaware-öblöt.
- Ugyancsak 1610-ben a Virginia Társaság és a Brit Kelet-indiai Társaság megbízásából hajózó Henry Hudson fölfedezte a később róla elnevezett öblöt (és az oda vezető tengerszorost).
- William Baffin 1615–1616-ban fölfedezte a Baffin-szigetet, és felderítette a Hudson-öblöt. Kudarcai után több mint száz évig senki sem próbálkozott az északnyugati átjáró felderítésével.
- John Strong 1690 januárjában partra szállt a Falkland-szigetekhez tartozó Sebald-szigetek Bold Cove nevű pontján. Felfedezte és elnevezte a „Falkland-csatornát”, amiről később a szigetek nevüket kapták.

## Francia felfedezések
- 1524-ben a firenzei származású, de francia szolgálatban hajózó Giovanni da Verrazzano elsőként hajózta végig Észak-Amerika keleti partvidékét, Észak-Karolinától egészen Új-Brunswickig.
- 1534-től 1541-ig Jacques Cartier a Szent Lőrinc-öblöt kutatta, ő volt az első európai, aki felhajózott a Szent Lőrinc-folyón a mai Montréalig.
- 1604-től 1609-ig Samuel de Champlain a szárazföldön bejárta Kanada keleti partvidékét, és 1608-ban megalapította Québecet, valamint róla nevezték el a Champlain-tavat.
- 1608-tól 1633-as haláláig Étienne Brûlé a szárazföldön bejárta többek között az Nagy-tavakat és Ontario teljes területét.

## A felfedezések következményei
A nagy földrajzi felfedezések óriási jelentőségűeknek bizonyultak, hiszen alapvetően formálták át az európai civilizáció világképét, kultúráját, társadalmát és gazdaságát. Amerika, az úgynevezett "Újvilág" felfedezése jelentőségét mutatja, hogy 1492-es felfedezésével lezárult a középkor, és megkezdődött egy modernebb időszak, az újkor.

### Gyarmatosítás

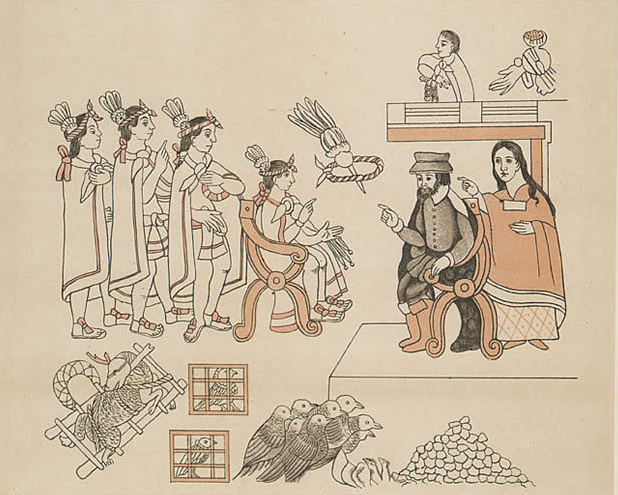
Hernán Cortés és La Malinche találkozása II. Moctezuma azték uralkodóval, 1519-ben

Amerika felfedezése hatalmas jelentőséggel bírt, és leginkább itt bontakozott ki a gyarmatosítás. Az új kontinensen hatalmas mennyiségben fordultak elő a könnyen kibányászható nemesfémek, és óriási ültetvények kialakítására alkalmas földek álltak rendelkezésre. Mindez az európaiak számára – Ázsiával ellentétben – birtokba vehető volt. Az itt található kultúrák technikai szempontból sokkal alacsonyabb szinten álltak, mint az európaiak, így a vas- és tűzfegyverek birtokában könnyű volt a kő- és fafegyverekkel védekező indiánok leigázása. Az indián népesség különböző szintű kultúrákat hozott létre a kontinensen:
- A közép-amerikai Yucatán-félszigeten egykor virágzó maja kultúra (piramisok, fejlett matematikai és csillagászati ismeretek) az európaiak érkezése idejére már lehanyatlott.
- Az aztékok a 15. században hozták létre a Közép-Amerika nagy részére kiterjedő birodalmukat. Intenzív földművelést folytattak, kukoricát, babot, tököt, paradicsomot, kakaót, gyapotot és dohányt termesztettek. A ránk maradt források sokszínű kézműiparról, építészetről, élénk kereskedelemről és megtervezett városokról tanúskodnak.
- Az inkák az Andok hegyeiben teraszos, öntözéses művelést folytattak. A despotikus uralkodó hatalmas birodalmat hozott létre. Fegyvereik kezdetlegesek voltak, fából és kőből készültek.

A hódítók kis csapatokkal is gyorsan elfoglalták az őslakók hatalmas birodalmait, mivel az indiánok nem ismerték a fémeket és a puskaport. Cortés ötszáz katonával hódította meg az Azték Birodalmat, Pizarro pedig csupán százötven emberrel igázta le az inkákat. A spanyolok (és Brazíliában a portugálok) bányákat és ültetvényeket létesítettek. A munkaerőt Afrikából elhurcolt afroamerikaiakkal biztosították.
Az európaiak pusztításai, illetve az általuk behurcolt betegségek (pestis, tuberkulózis, stb.) következtében az amerikai indián lakosság jelentős része meghalt.

### A világkereskedelem kialakulása
A földrajzi felfedezések hatására alakult ki a kontinensek közti világkereskedelem. Európából elsősorban iparcikkeket, fegyvereket és alkoholt szállítottak a fejletlen Afrikába, ahol többnyire rabszolgákat, drágaköveket és elefántcsontot vásároltak. Európából Amerikába szintén iparcikkeket, valamint az Afrikában megvásárolt rabszolgákat vitték. A rabszolgákkal műveltették meg az amerikai ültetvényeket, valamint az itt található nemesfémet Európába szállították. Amerikából számos új, az európaiak számára korábban ismeretlen növény érkezett: kukorica, burgonya, paradicsom, tök, bab, kakaó, dohány, ananász, vanília, kaucsuk, gyapot. Ázsiából Európába továbbra is érkeztek luxuscikkek (selyem, fűszerek, tea), amiért nemesfémet, de egyre növekvő mértékben iparcikkeket is szállítottak.
Ezzel párhuzamosan megszűnt a levantei kereskedelem monopóliuma, így az ezt ellenőrző Oszmán Birodalom helyzete is megrendült. A legfontosabb kereskedelmi útvonalak és a világgazdasági vérkeringése a Mediterráneumból az Atlantikum térségébe tevődött át. A világkereskedelem központja Velence és Genova helyett Németalföld, majd a 17. századtól Anglia lett.
Az összetett, hatalmas területeket felölelő kereskedelem könnyítése érdekében létrejöttek az első tőzsdék, kereskedőtársaságok és bankok.

### Manufaktúrák kialakulása
Az európai iparcikkek iránt megnövekedett keresletet a céhes ipar keretein belül már nem lehetett kielégíteni, ezért kialakultak a manufaktúrák. A manufaktúrákban bérmunkásokat alkalmaztak, akiknek a céhekkel ellentétben nem a teljes munkafolyamatot, csak egy-egy lépést kellett elsajátítania. A munkamegosztás révén a manufaktúrák olcsóbban és többet termeltek, mint a korábbi céhek.

### Árforradalom Európában és kontinentális munkamegosztás
A felfedezéseket követően óriási mennyiségű nemesfém áramlott Európába. Ez értékének csökkenését (inflációt) és a termékek árának folyamatos emelkedését idézte elő (árforradalom). Főleg a mezőgazdasági termékek ára nőtt, mivel az erősen iparosodó és Európa keleti felénél jóval sűrűbben lakott Nyugat-Európa már nem tudta elég élelemmel ellátni népességét. Ennek következtében Nyugat-Európa mind több mezőgazdasági terméket importált főként Kelet-Közép-Európa országaiból, és cserébe iparcikkeket szállított oda. Európán belül tehát nyugaton alakultak ki a centrumországok, míg Közép-Kelet-Európában a félperiféria országok, keleten a periféria országok, és kialakult a kontinentális munkamegosztás. Kelet-Közép-Európa és Kelet-Európa országaiban ez a feudális rend megszilárdulásához, míg Nyugat-Európában a polgárosodás és a korai kapitalizmus kialakulásához vezetett.

### Spanyolország hanyatlása, Anglia felemelkedése
Bár Spanyolországba óriási mennyiségű arany és ezüst áramlott be, a spanyolok nem aknázták ki a felfedezésekkel járó lehetőségeket. A kinccsel a spanyol arisztokrácia nem a gazdaságot fejlesztette, hanem eltékozolta azt. Az ország nagyhatalmi státusza így csak rövid ideig tartott, és 1588-ban a spanyol armada veresége után a világtengerek feletti uralom Anglia kezébe került.

### Népességnövekedés
A 16. századra a lakosság száma kétszeresére emelkedett Európában, a népesség száma főleg az Atlanti-partvidék országaiban nőtt meg.